# بولي فاينيل بوتيرال
بولي فاينيل بوتيرال (اختصاراً PVB) هو بوليمر ينتمي إلى صنف بوليميرات بولي فاينيل أسيتات، والمستخدم بشكل واسع في تركيب اللواصق الحرارية المستخدم في صناعة الزجاج الرقائقي المستخدم في زجاج السيارات الأمامي.

## التحضير
يحضر هذا البوليمر انطلاقاً من بولي فاينيل الكحول بتفاعل تشكيل أسيتال مع البوتانال